# Zahirabad
Zahirabad (Telugu జహీరాబాద్, Urdu ظہیرآباد), auch  Zaheerabad, ist eine Stadt im indischen Bundesstaat Telangana.
y
Die Stadt ist Teil des Distrikt Sangareddy. Zahirabad hat den Status einer Municipality. Die Stadt ist in 10 Wards gegliedert. Die Einwohnerzahl lag 2011 bei 71.166 Personen in der Agglomeration.